# JX
JX — микроядерная операционная система, ядро и приложения которой реализованы на языке Java.

## Обзор
JX реализована как расширенная виртуальная машина Java (JX Core) с добавленной поддержкой необходимых функций, таких как домены защиты и доступа к оборудованию, а также целый ряд компонентов, написанных на Java, предоставляющих сервисы ядра для приложений пользовательского уровня. Так как Java является типобезопасным языком, JX в состоянии обеспечить изоляцию между запущенными приложениями без использования аппаратной защиты памяти. Этот метод, известный как language-based protection, означает что системные вызовы и межпроцессное взаимодействие в JX не вызывают переключения адресного пространства, операцию, медленную на большинстве компьютеров. JX работает на стандартных PC, и поддерживает ограниченное количество основных аппаратных компонентов. Является свободным программным обеспечением, разработанным в университете Эрлангена — Нюрнберга.
Главные преимущества JX включают:
- a small trusted computing base (TCB) results in a high security system,
- отсутствие переключения адресного пространства позволяет получить высокую производительность по сравнению с большинством микроядерных систем.